# What the Dead Men Say
What the Dead Men Say — дев'ятий студійний альбом американського хеві-метал гурту Trivium. Реліз відбувся 24 квітня 2020 року на лейблі Roadrunner Records і був спродюсований Джошем Вілбуром.

## Передісторія та промо
У лютому 2020 року гурт почав публікувати на своїх сторінках у соціальних мережах загадкові зображення та відео, що стосуються альбому. 25 лютого гурт розмістив на своїх сторінках у соціальних мережах відеоролик, в якому натякає на свій новий сингл Catastrophist, реліз якого відбувся 27 лютого. Тоді ж гурт анонсував і сам альбом, обкладинку, трек-лист і дату виходу.
Trivium відправився на підтримку альбому на розігріві у Megadeth і Lamb of God в рамках їхнього літнього турне 2020 року під назвою «The Metal Tour of the Year». In Flames повинні були приєднатися до туру як підтримка, але згодом відмовилися від участі і були замінені на Hatebreed.
9 березня гурт представив пісні IX і Scattering the Ashes у новому трейлері Spawn до Mortal Kombat 11. 26 березня гурт випустив свій другий сингл і заголовний трек What the Dead Men Say і відповідне музичне відео.
16 квітня, за тиждень до виходу альбому, гурт випустив третій сингл Among the Shadows & the Stones. 22 квітня гурт випустив фінальний сингл Bleed Into Me перед релізом альбому разом із відеокліпом на нього.

## Склад

### Впливи, стиль і тематика
Жанр альбому був описаний в першу чергу як хеві-метал, металкор, і треш-метал з використанням елементів інших жанрів, таких як мелодійний металкор, мелодійний дез-метал, прогресивний метал, блек-метал і дезкор. Говорячи про звучання альбому, фронтмен Метт Гіфі зазначив: «Ми знайшли дійсно чудове місце для існування у цьому світі. Ми любимо мелодійний дез-метал, ми любимо дез і блек-метал, і ми любимо хардкор.»
Як і The Sin and the Sentence, ліричний зміст What the Dead Men Say був натхненний сучасними аспектами життя. Заголовний трек альбому натхненний однойменною науково-фантастичною повістю Філіпа Діка. Catastrophist розкриває тему людства в умовах кризи. Amongst the Shadows & the Stones — про жахи війни. Bleed Into Me — про нехтування особистими проблемами. The Defiant був натхненний документальним фільмом про злочини Р. Келлі. Sickness Unto You була написана з точки зору Метта Гіфі після того, як йому довелося приспати свою собаку. Scattering the Ashes — про те, як доводиться мати справу з невирішеними проблемами. Bending the Arc to Fear розповідає про аспект стеження у сучасному суспільстві. В заключному треку The Ones We Leave Behind йдеться про те, як «переїжджати» людей, щоб досягти успіху в житті, а також про потужний меседж та абсолютно новий сенс у зв'язку з пандемією COVID-19.

## Оцінка критиків
Альбом отримав схвальні відгуки критиків. На сайті Metacritic, який присвоює нормалізований рейтинг зі 100 рецензіям від провідних критиків, альбом отримав середній бал 84 зі 100 на основі 4 рецензій, що свідчить про «загальне визнання». AllMusic дав альбому позитивну рецензію, зазначивши: «Хоча Trivium завжди вперто йшли своїм шляхом, What the Dead Men Say звучить як навмисний подарунок давнім шанувальникам. Послідовність, різноманітність, енергія і майстерність написання пісень ставлять його на один рівень із найкращими роботами». Distorted Sound поставив альбому 9 балів з 10 і сказав: «What the Dead Men Say не має безпосередньої привабливості The Sin and the Sentence, але приділення часу цьому альбому відкриває нові рівні блиску з кожним прослуховуванням. TRIVIUM вже є одним із найвідоміших імен у важкій музиці — якщо вони продовжать шлях до досконалості, який вони встановили з The Sin and the Sentence і What the Dead Men Say, не буде несподіванкою побачити, як вони досягнуть висот, небачених з 1980-х». Kerrang! поставив альбому 4 з 5 і заявив: «Після невдалого старту на початку своєї кар'єри до виходу Shogun, вони провели проміжні роки в глушині, але тепер флоридський квартет знайшов розраду в тому, що просто робить те, що хоче, демонструючи невмирущу любов до жанру і спільноти, яка прийняла їх з такою готовністю, коли вони були ще підлітками. Він не ідеальний (привіт, Bending The Arc To Fear), але для гурту, якому раніше заважала „відверта демонстрація своїх впливів“, вони досягли своєї остаточної Вони — Trivium, і нехай так триватиме і надалі».
Меган Ленглі з KillYourStereo поставила альбому 75 балів зі 100 і сказала: «Оскільки я вперше як слід послухала альбом Trivium, я зовсім не можу порівнювати цю нову платівку з іншими в їх дискографії — чи є вона кращою або гіршою. Незважаючи на це, я все одно вважаю цю дев'яту платівку приємною, вона вражає мелодійним металом. Гурт демонструє стільки сильних вокальних та інструментальних партій протягом багатьох важких і енергійних металічних мелодій, які заповнюють добре написані композиції цього нового релізу. Здебільшого я вважаю, що пісні What the Dead Men Say були цікавими для прослуховування, сповненими пориву, душі і рифів. І тепер я не можу дочекатися, щоб зануритися у решту їх дискографії!» Louder Sound Louder Sound дали альбому позитивну рецензію і заявили: The Sin and the Sentence повернув Trivium на коня. What the Dead Men Say знову приніс їм перемогу. Один із найулюбленіших метал-гуртів зараз перебуває у найкращій формі свого життя. Краще не буває". Rock 'N' Load похвалив альбом, сказавши: «У кожній пісні відчувається, що Trivium на шляху до того, щоб зайняти перше місце на фестивалях по всьому світу, з величезними приспівами і важкими рифами, агресивними барабанами і густим басовим тоном, у What the Dead Men Say є все, і з кожним прослуховуванням він здається все кращим і кращим.» Джеймі Гіберті з Rock Sins оцінив альбом на 8,5 балів з 10 і сказав «What the Dead Men Say є прекрасним доповненням до арсеналу Trivium, і якщо останні три роки є чимось значущим, це буде альбом, який приведе їх до найбільших успіхів на даний момент.» Wall of Sound дав альбому ідеальну оцінку 10/10 і сказав: «Це альбом, на якому Trivium ще більше закріплюють своє місце як одного з найважливіших гуртів у сучасному металі.»
Metal Hammer назвав його 8-м найкращим метал-альбомом 2020 року.

## Перелік пісень
Автор музики і слів Trivium. 
| Список пісень What the Dead Men Say | Список пісень What the Dead Men Say | Список пісень What the Dead Men Say |
| #                                   | Назва                               | Тривалість                          |
| ----------------------------------- | ----------------------------------- | ----------------------------------- |
| 1.                                  | «IX» (інструментальна)              | 1:58                                |
| 2.                                  | «What the Dead Men Say»             | 4:45                                |
| 3.                                  | «Catastrophist»                     | 6:28                                |
| 4.                                  | «Amongst the Shadows & the Stones»  | 5:40                                |
| 5.                                  | «Bleed Into Me»                     | 3:48                                |
| 6.                                  | «The Defiant»                       | 4:29                                |
| 7.                                  | «Sickness Unto You»                 | 6:14                                |
| 8.                                  | «Scattering the Ashes»              | 3:24                                |
| 9.                                  | «Bending the Arc to Fear»           | 4:45                                |
| 10.                                 | «The Ones We Leave Behind»          | 4:56                                |
| 46:31                               |                                     |                                     |

| Japanese bonus tracks | Japanese bonus tracks             | Japanese bonus tracks |
| #                     | Назва                             | Тривалість            |
| --------------------- | --------------------------------- | --------------------- |
| 11.                   | «Bleed Into Me» (acoustic)        | 3:45                  |
| 12.                   | «Scattering the Ashes» (acoustic) | 3:04                  |
| 53:23                 |                                   |                       |

## Склад гурту
Титри адаптовані з сайту AllMusic та обкладинки альбому.
Trivium
- Метт Гіфі — вокал, гітари
- Корі Больє — гітари, екстрим-бек-вокал
- Паоло Ґреґолетто — бас-гітара, чистий бек-вокал
- Алекс Бент — ударні, перкусія

Додатковий персонал
- Джош Вілбур — інжиніринг, міксування, запис, продюсування
- Пол Суарес — допомога у міксуванні
- Тед Дженсен — мастеринг
- Даррен Шнайдер — запис
- Trivium — художнє оформлення
- Ешлі Гіфі — художнє оформлення, дизайн, верстка
- Майк Данн — фотографія

## Чарти
| Чарти (2020)                                       | Найвища позиція |
| -------------------------------------------------- | --------------- |
| Австралія Australian Albums (ARIA)                 | 5               |
| Австрія Austrian Albums (Ö3 Austria)               | 4               |
| Бельгія Belgian Albums (Ultratop Flanders)         | 12              |
| Бельгія Belgian Albums (Ultratop Wallonia)         | 128             |
| Канада Canadian Albums (Billboard)                 | 43              |
| Чехія Czech Albums (ČNS IFPI)                      | 64              |
| Нідерланди Dutch Albums (MegaCharts)               | 46              |
| Фінляндія Finnish Albums (Suomen virallinen lista) | 10              |
| Франція French Albums (SNEP)                       | 153             |
| Німеччина German Albums (Offizielle Top 100)       | 4               |
| Угорщина Hungarian Albums (MAHASZ)                 | 8               |
| Ireland (IRMA)                                     | 71              |
| Польща Polish Albums (ZPAV)                        | 16              |
| Португалія Portuguese Albums (AFP)                 | 8               |
| Шотландія Scottish Albums (OCC)                    | 4               |
| Швейцарія Swiss Albums (Schweizer Hitparade)       | 10              |
| Велика Британія UK Albums (OCC)                    | 12              |
| Велика Британія UK Rock & Metal Albums (OCC)       | 1               |
| США Billboard 200                                  | 35              |